# Llista d'invents i descobriments catalans
La llista d'invents i descobriments catalans és una recopilació de les aportacions que s'han fet en molts àmbits des de Catalunya on des de sempre hi ha hagut persones que han dedicat part del seu temps a millorar el seu entorn i perfeccionar objectes existents o crear-ne de nous, alguns han tingut ressò internacional, altres no tant. La relació està organitzada per branques per facilitar la seva consulta, també hi trobareu una llista d'inventors catalans.

## Invents i descobriments catalans

### Alimentació
- Calçot, (finals del s.XIX; 1890?)
- Cava, vi escumós segons el mètode tradicional de Catalunya[1]
- Crema catalana
- Panellets
- Romesco
- Samfaina
- Danone va ser fundada el 1919 per Isaac Carasso

### Astronomia
- Vara de Jacob
- Telescopi (1590), ideat per Joan Roget[2]

### Comunicació
- Telègraf elèctric (1795), ideat pel metge i físic Francesc Salvà i Campillo[3]

### Eines
- Porró
- Setrill antigoteig (1961), ideat pel dissenyador Rafael Marquina i Audouard[4]

### Esports i entreteniment
- Sistema de detecció de fora de joc al futbol (2001), ideat per Javier Garrigues Mateo[5]
- Patí de vela (1944 el disseny actual; orígens més antics), embarcació d'esbarjo tipus catamarà
- Swim-bag, equip auxiliar de flotació (2002), ideat per Basira SA[6]

### Indumentària
- Espardenyes amb betes

### Indústria
- Farga catalana[7]
- Trompa d'aigua
- Martinet (farga)
- Maixerina o "berguedana" (1790), ideada pel fuster Ramon Farguell i Montorcí
- Màquina de filar llana, seda, lli i cànem, ideada per Joan Pere Cavaillé

### Medicina i farmacèutica
- Vacuna contra el còlera, inventada per Jaume Ferran i Clua (1852-1929) després que Robert Koch descobrís el bacteri causant de la malaltia (1883)[8]
- Pastilles Juanola (1906), ideades pel farmacèutic Manuel Juanola Reixach
- Sistema de conservació de la sang en transfusions (1936), descobert pel metge Frederic Duran i Jordà[9]

### Música
- Tenora, instrument aeròfon, desenvolupat per Andreu Toron de Monturiol i Perpinya, i Pep Ventura
- Reactable, ideat per la Universitat Pompeu Fabra

### Tecnologia
- L'any 1846 Josep Roura i Estrada va inventar, a Barcelona, la que va anomenar “pólvora blanca”. Es tractava d'una pólvora sense fum, incolora, no higroscòpica i que no degradava ni embrutava les armes de foc. Segons l'inventor i diverses proves públiques realitzades, una tercera part de pólvora blanca (o pólvora de Roura) proporcionava els mateixos efectes balístics que una quantitat normal de pólvora negra.[10][11][12][13][14]
- Pere Balsells i Jofre. Inventor de la molla helicoidal esbiaixada i d'unes 70 patents més. Fundador de l'empresa Bal Seal Engineering, Inc.[15][16][17]
- Bleeper, Robot subaquàtic teledirigit (2003), ideat per investigadors de la Universitat Politècnica de Catalunya[18]
- Dosi-Dent (2004), ideat per Carmen Leal Moreno[19]
- Ecocarcris (2002), ideat per Cristina Casadevall de la Cámara[20]
- Gas Arbós (1862), descobert pel químic Jaume Arbós i Tor
- Metre amb imant de subjecció (2004), ideat per Lluís Vila Vall[21]
- Tallador de mosaic hidràulic (germans Boada)

### Transports
- Bonet, primer automòbil català d'explosió (1889), ideat per Francesc Bonet i Dalmau
- Camions 'Master' (Ros Roca) (1953), Ferran Ros i Pijoan i Ramon Roca i Sala
- Fènix, cotxe ecològic (2004), ideat per Josep Mora[22]
- Submarins Ictíneo I (1858-1859) i Ictíneo II (1864), ideats per l'enginyer Narcís Monturiol i Estarriol
- Cotxe Tramontana (2005), ideat per Josep Rubau

## Empreses catalanes
- Bultaco (1958), empresa de fabricació de motocicletes, fundada per Francesc Xavier Bultó i Marquès
  - Sherpa T i Alpina, de trial
  - Pursang i Sherpa S, de motocròs
  - Metralla, Mercurio i Streaker, de carretera
  - Astro, per a curses de "dirt-track"
  - Matador i Frontera, d'enduro
  - TSS, per a curses de velocitat
  - Lobito, fora de carretera per a joves
  - Chispa, de trial infantil
- Chupa Chups (1958), empresa de fabricació de piruletes fundada per Enric Bernat[23]
- Derbi o "Rabasa-Derbi" (1922), empresa de fabricació de motocicletes, fundada per Simeó Rabasa i Singla
- Gas Gas (1985), empresa de fabricació de motocicletes, fundada per Narcís Casas i Josep Maria Pibernat
- Hispano Suiza (1904), empresa de fabricació d'automòbils, fundada per Damià Mateu i Francesc Seix
- Montesa (1944), empresa de fabricació de motocicletes, fundada per Pere Permanyer i Puigjaner i Francesc Xavier Bultó i Marquès
- Ossa (1924), empresa de fabricació de motocicletes, fundada per Manel Giró
- Pegaso (1951)Automòbil esportiu; Empresa ENASA; enginyer Wifredo Ricart
- Rieju (1937), empresa de fabricació de motocicletes, fundada per Lluís Riera i Carré i Jaume Juanola i Farrés

## Inventors catalans
- Pau Abad i Piera
- Jaume Arbós i Tor
- Josep Argelaguet i Abadal
- Ramon Farguell i Montorcí
- Gabriel Ferraté Pascual
- Narcís Monturiol i Estarriol
- Llorenç Presas i Puig
- Joan Roget
- Francesc Santponç